# André Ayew
André Ayew Morgan Rami sinh ngày 17 Tháng 12 năm 1989), còn được gọi là Dede Ayew ở Ghana, là một cầu thủ bóng đá chuyên nghiệp người Ghana chơi ở vị trí tiền đạo cánh hiện đang là đội trưởng của Đội tuyển bóng đá quốc gia Ghana.
Anh là con trai thứ hai của cầu thủ giành ba lần Cầu thủ xuất sắc nhất châu Phi FIFA 100 và thành viên Abedi "Pele" Ayew và có hai anh em, Ibrahim và Jordan, cũng là những cầu thủ bóng đá chuyên nghiệp. Năm 2011 Ayew được đặt tên là BBC African Footballer of the Year và Ghanaian Footballer of the Year.
Ayew bắt đầu sự nghiệp ở Ghana, chơi cho Nania, trong khi ra mắt câu lạc bộ ở tuổi 14. Năm 2005, anh ký hợp đồng với câu lạc bộ cũ của cha mình, Marseille và trải qua hai mùa trong học viện trẻ của câu lạc bộ trước khi ra mắt vào năm 2007 08 mùa. Ayew đã dành hai mùa giải sau đây cho mượn với Lorient và Arles-Avignon, giúp đội bóng thứ hai lần đầu tiên thăng hạng lên Ligue 1. Năm 2010, anh trở lại Marseille và trở thành một phần không thể thiếu của đội một dưới quyền HLV Didier Deschamp, xuất hiện hơn 200 lần và giành chức vô địch Trophée des và Coupe de la Ligues liên tiếp trong cả năm 2010 và 2011.
Ayew đã trở thành một quốc tế đầy đủ cho Ghana từ năm 2008 và đã kiếm được hơn 80 mũ. Ở cấp độ tuổi trẻ, anh đóng vai chính và là đội trưởng của đội bóng dưới 20 tuổi đã giành cả Giải vô địch trẻ châu Phi 2009 và FIFA U-20 World Cup 2009. Anh đã chơi ở hai kỳ World Cup FIFA (2010 và 2014), cũng như sáu Cúp bóng đá châu Phi (2008, 2010, 2012, 2015, 2017 và 2019), giúp họ hoàn thành á quân năm 2010 và 2015, và đứng đầu cầu thủ ghi bàn tại giải đấu sau.

## Bàn thăng quốc tế
Source:
| #   | Ngày                 | Địa điểm                                            | Đối thủ         | Bàn thắng | Kết quả | Giải đấu                      |
| --- | -------------------- | --------------------------------------------------- | --------------- | --------- | ------- | ----------------------------- |
| 1.  | 19 tháng 1 năm 2010  | Sân vận động 11 tháng 11, Luanda, Angola            | Burkina Faso    | 1–0       | 1–0     | CAN 2010                      |
| 2.  | 5 tháng 9 năm 2010   | Sân vận động Quốc gia Somhlolo, Lobamba, Eswatini   | Swaziland       | 1–0       | 3–0     | Vòng loại CAN 2012            |
| 3.  | 28 tháng 1 năm 2012  | Sân vận động Franceville, Franceville, Gabon        | Mali            | 2–0       | 2–0     | CAN 2012                      |
| 4.  | 5 tháng 2 năm 2012   | Sân vận động Franceville, Franceville, Gabon        | Tunisia         | 2–1       | 2–1     | CAN 2012                      |
| 5.  | 16 tháng 6 năm 2014  | Arena das Dunas, Natal, Brasil                      | Hoa Kỳ          | 1–1       | 1–2     | FIFA World Cup 2014           |
| 6.  | 21 tháng 6 năm 2014  | Sân vận động Castelão, Fortaleza, Brasil            | Đức             | 1–1       | 2–2     | FIFA World Cup 2014           |
| 7.  | 6 tháng 9 năm 2014   | Sân vận động Baba Yara, Kumasi, Ghana               | Uganda          | 1–1       | 1–1     | Vòng loại CAN 2015            |
| 8.  | 15 tháng 10 năm 2014 | Sân vận động Tamale, Tamale, Ghana                  | Guinée          | 2–1       | 3–1     | Vòng loại CAN 2015            |
| 9.  | 19 tháng 1 năm 2015  | Sân vận động Mongomo, Mongomo, Guinea Xích Đạo      | Sénégal         | 1–0       | 1–2     | CAN 2015                      |
| 10. | 27 tháng 1 năm 2015  | Sân vận động Mongomo, Mongomo, Guinea Xích Đạo      | Nam Phi         | 2–1       | 2–1     | CAN 2015                      |
| 11. | 5 tháng 2 năm 2015   | Sân vận động Malabo, Malabo, Guinea Xích Đạo        | Guinea Xích Đạo | 3–0       | 3–0     | CAN 2015                      |
| 12. | 5 tháng 6 năm 2016   | Sân vận động Anjalay, Belle Vue Maurel, Mauritius   | Mauritius       | 1–0       | 2–0     | Vòng loại CAN 2017            |
| 13. | 17 tháng 1 năm 2017  | Sân vận động Port-Gentil, Port-Gentil, Gabon        | Uganda          | 1–0       | 1–0     | CAN 2017                      |
| 14. | 29 tháng 1 năm 2017  | Sân vận động Oyem, Oyem, Gabon                      | CHDC Congo      | 2–1       | 2–1     | CAN 2017                      |
| 15. | 25 tháng 6 năm 2019  | Sân vận động Ismailia, Ismailia, Ai Cập             | Bénin           | 1–1       | 2–2     | CAN 2019                      |
| 16. | 12 tháng 10 năm 2020 | Khu liên hợp thể thao Mardan, Aksu, Thổ Nhĩ Kỳ      | Qatar           | 2–1       | 5–1     | Giao hữu                      |
| 17. | 12 tháng 10 năm 2020 | Khu liên hợp thể thao Mardan, Aksu, Thổ Nhĩ Kỳ      | Qatar           | 4–1       | 5–1     | Giao hữu                      |
| 18. | 12 tháng 11 năm 2020 | Sân vận động Thể thao Cape Coast, Cape Coast, Ghana | Sudan           | 1–0       | 2–0     | Vòng loại CAN 2021            |
| 19. | 12 tháng 11 năm 2020 | Sân vận động Thể thao Cape Coast, Cape Coast, Ghana | Sudan           | 2–0       | 2–0     | Vòng loại CAN 2021            |
| 20. | 9 tháng 10 năm 2021  | Sân vận động Thể thao Cape Coast, Cape Coast, Ghana | Zimbabwe        | 3–1       | 3–1     | Vòng loại FIFA World Cup 2022 |
| 21. | 11 tháng 11 năm 2021 | Sân vận động Orlando, Johannesburg, Nam Phi         | Ethiopia        | 1–0       | 1–1     | Vòng loại FIFA World Cup 2022 |
| 22. | 14 tháng 11 năm 2021 | Sân vận động Thể thao Cape Coast, Cape Coast, Ghana | Nam Phi         | 1–0       | 1–0     | Vòng loại FIFA World Cup 2022 |
| 23. | 14 tháng 1 năm 2022  | Sân vận động Ahmadou Ahidjo, Yaoundé, Cameroon      | Gabon           | 1–0       | 1–1     | CAN 2021                      |
| 24. | 2 tháng 12 năm 2022  | Sân vận động 974, Doha, Qatar                       | Bồ Đào Nha      | 1–1       | 2–3     | FIFA World Cup 2022           |